# 房俐
房俐（1955年10月—），女，汉族，吉林辽源人，中华人民共和国政治人物。吉林大学国民经济管理专业毕业，世界经济（国际金融）专业研究生学历，经济学硕士。

## 生平
1973年3月参加工作。1975年5月加入中国共产党。历任共青团吉林省委副书记，中共吉林省委宣传部副部长，中共吉林市委副书记、常务副市长，中共白城市委副书记、代市长、市长，吉林省人民政府省长助理等职。2007年12月，任中共吉林省委常委，次年1月当选吉林省人民政府副省长，8月改兼省委秘书长、省直机关工委书记。2012年5月连任中共吉林省委常委。2016年1月，当选吉林省人大常委会副主任，次月任吉林省人大常委会党组书记。2016年2月23日，吉林省第十二届人大常委会第二十五次会议补选为第十二届全国人民代表大会代表。